# Rubin Carter
Rubin Carter, pseud. Hurricane (ur. 6 maja 1937 w Paterson, zm. 20 kwietnia 2014 w Toronto) – amerykański bokser wagi średniej, oskarżony o potrójne morderstwo i skazany na karę dożywocia podczas kontrowersyjnego procesu w 1967 roku.
W latach 1993–2005 był dyrektorem głównym Association in Defence of the Wrongly Convicted (Związku Obrony Niesłusznie Skazanych).

## Życiorys

### Młodość
Dorastał w Paterson w stanie New Jersey. Spośród siedmiorga rodzeństwa tylko on stwarzał problemy wychowawcze, na skutek których trafił do zakładu poprawczego krótko po czternastych urodzinach. Powodem jego zachowania były m.in. problemy z wysławianiem się, gdyż podobnie jak jego ojciec jąkał się. W wieku siedemnastu lat uciekł z poprawczaka i zaciągnął się do Armii Stanów Zjednoczonych. Po treningu w Fort Jackson w Karolinie Południowej został wysłany do Augsburga w Niemczech, gdzie zainteresował się boksem. Po powrocie do cywila przez 10 miesięcy odpracowywał ucieczkę z poprawczaka, a zaraz po wypuszczeniu został ponownie zatrzymany przez policję za napad i ograbienie czarnoskórej kobiety. W 1957 roku został skazany na cztery lata więzienia.

### Kariera bokserska
W więzieniu ponownie zainteresował się boksem i po wyjściu na wolność stał się profesjonalistą. Był niższy od większości bokserów wagi średniej, jednak swoje walki staczał w profesjonalnym przedziale 155-160 funtów. Ze względu na styl walki charakteryzujący się szybkością, agresywnością i siłą uderzenia uzyskał przydomek Hurricane (Huragan), nadany mu przez promotora walk Jimmy’ego Colotto. Swoją karierę zakończył z kontem 27 wygranych, 12 przegranych i jednej remisowej walki.
W 1965 roku poznał działacza ruchu przeciw apartheidowi Steve’a Biko, który oprowadzał Cartera po Johannesburgu, przed jego walką z lokalnym Joem Ngidi. Nawiązała się między nimi krótka znajomość, która zakończyła się z momentem aresztowania boksera. W lutym 1966 zdołał on jeszcze wspomóc Biko, przemycając broń w czasie podróży na kolejną walkę w RPA.

### Morderstwa i procesy
17 maja 1967 roku ok. 2:30 w nocy w barze Laffayet w Paterson doszło do strzelaniny, w wyniku której śmierć poniosły trzy osoby. Sprawcy uciekli. Jedynymi świadkami byli włamywacz Alfred Bello, kilka osób, które z okien widziało dwóch czarnoskórych mężczyzn wsiadających do samochodu, oraz Willie Marins, który przeżył strzelaninę i w bardzo ciężkim stanie trafił do szpitala. 30 minut po incydencie policja zatrzymała Cartera i jego przyjaciela Johna Artisa na drodze w samochodzie pasującym do opisu świadków. W samochodzie znaleziono rewolwer kalibru .32 oraz naboje do strzelby o takim samym kalibrze, jakiego użyto w strzelaninie. Świadkowie nie zidentyfikowali boksera i jego przyjaciela jako sprawców. Marins tej samej nocy w szpitalu po konfrontacji zeznał: „nie potrafię powiedzieć, nie wiem”. Na skutek niekompetencji policji nie zabezpieczono dowodów w postaci odcisków palców. Nie wykonano także testu parafinowego na obecność śladów wystrzału na palcach Cartera i Artisa. Faktem jest, że badanie wariografem nie wykazało, iż obaj czarnoskórzy mężczyźni są zabójcami.
Kilka miesięcy później Alfred Bello „przypomniał” sobie, że podczas włamania miał pomocnika Arthura Dextera Bradleya. Obaj zeznali, że poznają Rubina Cartera i Johna Artisa jako sprawców morderstwa. Zostali oni aresztowani i na podstawie poszlak oraz niepewnych zeznań skazani na karę potrójnego dożywocia.
W czasie pobytu w więzieniu Carter starał się nagłośnić swoją sprawę. W 1974 roku wydał autobiografię The Sixteenth Round. Rok później współpracujący z nim Richard Solomon, młody absolwent szkoły filmowej, nawiązał kontakt z Bobem Dylanem, co zaowocowało powstaniem znanego protest songu Hurricane. Jego walkę o wolność wspomagał też m.in. Muhammad Ali, przewodząc marszom protestacyjnym w Trenton 17 października 1975 roku, aby przekonać ówczesnego gubernatora Brendana Byrne’a do ułaskawienia Cartera.
W 1976 roku, dzięki pieniądzom zebranym przez jego fundację i rozgłosowi, doszło do kolejnego procesu w sprawie Cartera i Artisa, który jednak uznał ich za winnych zarzucanych im czynów. 9 lutego 1976 roku Carter został skazany na karę dwukrotnego dożywocia.
W listopadzie 1985 roku został zwolniony z więzienia bez poręczenia, w oczekiwaniu na powtórny proces, decyzją sądu, który m.in. stwierdził, że akt oskarżenia był oparty na przesłankach rasistowskich. Prokuratura wniosła apelację od decyzji o zwolnieniu, którą Sąd Najwyższy USA odrzucił. Prokuratura następnie odstąpiła w 1988 roku od ponownego oskarżenia Cartera.

### Śmierć
Zmarł w 2014 na raka prostaty.

## Odniesienia w popkulturze
Na podstawie życia Rubina Cartera reżyser Norman Jewison nakręcił film Huragan z Denzelem Washingtonem w roli głównej.
Historię sprawy Rubina Cartera przedstawił również Bob Dylan w utworze „Hurricane” z 1975 roku